# Despotovo
Despotovo (en serbe cyrillique : Деспотово) est une localité de Serbie située dans la province autonome de Voïvodine. Elle fait partie de la municipalité de Bačka Palanka dans le district de Bačka méridionale. Au recensement de 2011, elle comptait 1 853 habitants.
Despotovo, officiellement classé parmi les villages de Serbie, est situé sur les bords de la Jegrička, un affluent gauche de la Tisa.

## Géographie

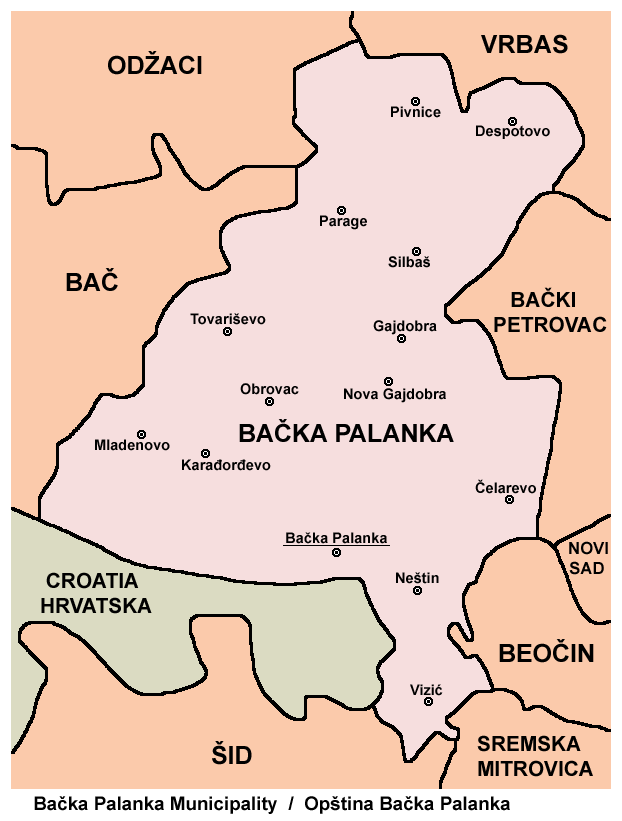
Localisation de Despotovo dans la municipalité de Bačka Palanka

## Nom de la localité
Au cours de son histoire, Despotovo a changé plusieurs fois de nom. Au Moyen Âge, le village était connu sous le nom de Sentivan, d'après la famille des Sentivanji qui le possédait. Aux XVe et XVIe siècles, les Hongrois l'appelèrent Edzasszentivan, Kisszentivan et, de nouveau, Sentivan. En 1904, les Hongrois lui donnèrent le nom de Ursentivan. Après la Première Guerre mondiale, Ursentivan fit partie du royaume de Yougoslavie ; le village fut alors connu sous le nom de Despot Sveti Ivan (le « despote Saint Jean »). Après la Seconde Guerre mondiale, il devint Vasiljevo (Васиљево), en hommage au soldat soviétique Vasilj qui y entra le premier après que les Allemands l'eurent abandonné. Il fut ensuite appelé Novo Vasiljevo, puis, finalement, Despotovo.

## Histoire
Despotovo est une des localités les plus anciennes de la Bačka. Quand les Ottomans conquirent la Voïvodine, de nombreux habitants quittèrent le village. Les guerres entre la monarchie des Habsbourg et l'Empire ottoman provoquèrent de nombreux changements dans la population du XVIe au XVIIIe siècle. De nombreux Serbes s'y installèrent après le départ des Turcs.
La première école du village ouvrit dans les années 1770 et l'église fut construite en 1794.

## Démographie

### Évolution historique de la population
| 1948  | 1953  | 1961  | 1971  | 1981  | 1991  | 2002  | 2011  |
| ----- | ----- | ----- | ----- | ----- | ----- | ----- | ----- |
| 2 425 | 2 346 | 2 396 | 2 402 | 2 150 | 2 081 | 2 096 | 1 853 |

|  |

### Données de 2002
Pyramide des âges (2002)
En 2002, l'âge moyen de la population était de 39,4 ans pour les hommes et de 41,1 ans pour les femmes.
Répartition de la population par nationalités (2002)
En 2002, les Serbes représentaient environ 89 % de la population.

### Données de 2011
En 2011, l'âge moyen de la population était de 42,2 ans, 40,2 ans pour les hommes et 44,1 ans pour les femmes.

## Tourisme
L'église orthodoxe Saint-Jean-Baptiste de Despotovo a été construite en 1794 ; elle est inscrite sur la liste des monuments culturels de grande importance de la république de Serbie